# Experterna
Experterna (engelska: The Experts) är en amerikansk långfilm från 1989 i regi av Dave Thomas, med John Travolta, Arye Gross, Kelly Preston och Deborah Foreman i rollerna.

## Handling
Travis (John Travolta) och Wendell (Arye Gross) är två hippa klubb-ägare från New York. De blir kidnappade av KGB och spionen Cameron Smith (Charles Martin Smith) för dom till Sovjet. De ska, som experter på den amerikanska livsstilen, undervisa KGB-agenter så att de bättre kan smälta in i USA. Travis och Wendell är drogade på ett sådant sätt att de inte förstår vad som har hänt, de tror snarare att de anlänt till Nebraska för att öppna en ny nattklubb.

## Rollista
| John Travolta        | – Travis      |
| Arye Gross           | – Wendell     |
| Kelly Preston        | – Bonnie      |
| Deborah Foreman      | – Jill        |
| James Keach          | – Yuri        |
| Jan Rubes            | – Illyich     |
| Brian Doyle-Murray   | – Jones       |
| Charles Martin Smith | – Mr. Smith   |
| Mimi Maynard         | – Mrs. Smith  |
| Eve Brent            | – Aunt Thelma |
| Rick Ducommun        | – Sparks      |
| Steve Levitt         | – Gil         |
| Tony Edwards         | – Nathan      |